# 옹달샘 (코미디 그룹)
옹달샘은 대한민국의 코미디 그룹이다.

## 멤버
- 장동민(옹)
- 유상무(달)
- 유세윤(샘)

## 작품

### 개그 프로그램
- 《개그콘서트》
- 《코미디빅리그》

### 옹달샘과 꿈꾸는 라디오

#### 라디오
- 《옹달샘과 꿈꾸는 라디오》 (2010년 10월 19일 ~ 2011년 5월 8일)

#### 팟캐스트
- 《옹달샘과 꿈꾸는 라디오》 (2013년 ~ 2015년)

## 음반
- "좋아요 누르고 팔로우" (2016년)